# The Hand of Fear
The Hand of Fear (La main de la peur) est le quatre-vingt-septième épisode de la première série de la série télévisée britannique de science-fiction Doctor Who. L'épisode fut originellement diffusé en quatre parties, du 2 octobre au 23 octobre 1976 et marque la série par le départ d'Elisabeth Sladen du casting récurrent de la série.

## Accroche
Le TARDIS atterri dans une carrière de pierre dont l'explosion est programmée par des mineurs et Sarah se retrouve sous les gravas. Retrouvée tenant une main en pierre, elle se réveille à l'hôpital sous l'influence d'une autre personnalité.

## Distribution
- Tom Baker — Le Docteur
- Elisabeth Sladen — Sarah Jane Smith
- Judith Paris — Eldrad
- Stephen Thorne — Eldrad en Kastrien
- Roy Pattison — Zazzka
- Roy Skelton — Le Roi Rokon
- Rex Robinson — Dr Carter
- Glyn Houston — Le Professeur Watson
- Frances Pidgeon — Miss Jackson
- John Cannon — Elgin
- Roy Boyd — Driscoll
- David Purcell — Abbott
- Renu Setna — L'interne
- Robin Hargrave — Le Garde

## Résumé
L'action prend place des millénaires auparavant sur la planète Kastria lorsqu'un criminel nommé Eldrad est condamnée à mort pour ses crimes. Bien que détruit, sa main survit. De nos jours, le Docteur et Sarah font atterrir le TARDIS au milieu d'une carrière de pierre qui est sur le point d'être explosée. Alors qu'ils se disputent sur le lieu de leur atterrissage, ils sont pris par l'éboulement et Sarah est retrouvée tenant une main fossilisée. Lorsqu'elle reprend conscience à l'hôpital, la bague contenu sur la main provoque un effet hypnotique sur elle. Le Docteur mène son enquête et le docteur Carter, l'un des médecins découvre que cette main fossilisée semble contenir une forme d'adn en elle. Sarah, hypnotisée, se rend dans la centrale nucléaire la plus proche avec la main afin de lui faire reprendre vie.
Cela provoque une énorme panique à l'intérieur de la centrale qui permet au Docteur et au docteur Carter de pouvoir entrer en contact avec le chef du projet, le professeur Watson. Alors qu'il tente de secourir Sarah, le Docteur est empêché par le docteur Carter qui semble être sous l'hypnose de la même entité que Sarah, nommée Eldrad. Ne cessant de dire "Eldrad doit vivre", il finit, par accident, par faire une chute mortelle. Le Docteur parvient à rejoindre Sarah dans le cœur du réacteur et à la sauver. Une fois réveillée non seulement celle-ci n'a plus aucun souvenir des événements, mais aucune radiation ne semble avoir touché son corps. Bientôt le professeur Watson découvre que la main semble vivante. Il envoie Driscoll, un de ses hommes la récupérer, mais celui-ci ne tarde pas à tomber sous l'hypnose de la bague d'Eldrad. Il s'enferme à l'intérieur du cœur du réacteur après l'avoir poussé au maximum.
L'explosion nucléaire attendue n'arrive pourtant pas, les radiations ayant toutes été absorbées par Eldrad. Watson interviens auprès de la RAF afin de détruire la créature se trouvant à l'intérieur de la centrale, mais les missiles semblent eux aussi être absorbés. Dans la centrale, Eldrad sort du réacteur dans un corps féminin couvert de pierre. Le Docteur et Sarah entrent en contact avec Eldrad et l'empêchent de tuer Watson. Celle-ci détecte que le Docteur est un seigneur du temps et lui demande de l'aide. Elle fut la protectrice de Kastria mais fut détrônée et mise à mort lors d'une guerre galactique qui provoqua la chute de son peuple. Le Docteur, Sarah et Eldrad se rendent sur la planète où Eldrad sera victime d'un piège et devra se régénérer sous sa véritable forme.
Or, une fois Eldrad régénéré, celui-ci se révèle avoir été un guerrier aux intention belliqueuses qui souhaite régénérer le peuple des Kastriens pour détruire la galaxie. Seulement, il s'aperçoit que la guerre a provoqué la radiation de sa planète et que son peuple a préféré mourir plutôt que de vivre une telle vie. Eldrad se retrouve être le roi d'un royaume qui n'existe plus, il décide alors de retourner sur Terre afin d'en prendre le contrôle. Mais le Docteur s'y refuse et Eldrad finira par chuter dans un précipice.
Le Docteur et Sarah repartent dans le TARDIS qui semble avoir une nouvelle panne et Sarah explique être lassée de ses aventures. C'est alors que le Docteur reçoit un appel des seigneurs du temps qui le rappellent sur Gallifrey et doit laisser Sarah à Londres dans la banlieue sud de Croydon. Elle réalise alors qu'elle n'a pas envie de partir et s'en va à contre-cœur. Une fois sortie du TARDIS, elle réalise que le Docteur ne l'a pas laissé à Croydon.

### Continuité
- L'intrigue de l'épisode se poursuit dans l'épisode suivant.
- Lorsque le Docteur se prépare à hypnotiser Sarah, elle dit "ho non, pas encore" en référence à son hypnose par le Docteur dans « Terror of the Zygons. »
- Dans l'épisode de 2006, « L'École des retrouvailles » Sarah explique que le Docteur ne l'a pas ramenée à Croydon mais à Aberdeen en Écosse (soit une erreur de plus de 600 kilomètres.)
- Sarah dit qu'elle passera le bonjour au Brigadier Lethbridge-Stewart et à Harry à la fin de l'épisode.

## Production

### Écriture
À l'origine, "The Hand of Fear" avait été conçu par le duo de scénariste Bob Baker et Dave Martin comme un épisode en 6 parties. L'idée avait déjà été lancée en février 1975 pour que cet épisode ferme la saison 13. Leurs idées initiales étaient d'avoir un ennemi féroce, des gens qui quittent la société moderne pour revenir à la nature et une main qui marcherait toute seule. Le script éditor (responsable des scénarios) Robert Holmes leur soumis l'idée proche de la nouvelle de Maurice Renard de 1920 Les mains d'Orlac où un homme se fait recoudre une main qui a appartenu à un meurtrier. Il leur suggère aussi l'idée d'une main rampante comme celle du film de 1946 La Bête aux cinq doigts. Souhaitant éloigner le Docteur des histoires d'UNIT, Holmes et le producteur Philip Hinchcliffe souhaitent faire de cet épisode celui du départ en beauté du Brigadier Lethbridge-Stewart. Un peu plus tard viendra l'idée de faire une créature qui soit littéralement "bloodless" (terme anglais signifiant "sans sang" mais traduisible en français comme "sans cœur") en mettant le Docteur et le Brigadier face à une créature qui soit faite de pierre.
Le script original était très différent : l'action devait se situer dans des années 1990 dans lesquelles la technologie et les armes ont été interdites. Sarah aurait été envoyée vivre à la campagne tandis que le Docteur se serait retrouvé dans un camp et y aurait croisé un Brigadier devenu âgé et faisant partie d'une unité appelée EXIT (pour Extraterrestrial Xenological Intelligence Taskforce.) Le tout aurait été supervisé par les Omegans, des extra-terrestres souhaitant juste faire reculer l'humanité afin qu'elle ne colonise pas l'espace et souhaitant les faire revenir à l'état de singes. Le Docteur et le Brigadier auraient découvert qu'un anthropologiste du nom de Mountford a déterré une mystérieuse main fossilisée. La main aurait pris possession de Mountford et l'aurait emmené à la centrale de Nuton (vue dans « The Claws of Axos » afin d'absorber les radiations et renaître sous la forme d'un Omegan. Celui-ci fait partie d'une faction opposée souhaitant détruire les humains. Finalement, le Docteur aurait empêché l'explosion de la centrale et le Brigadier se serait sacrifié afin de faire exploser une roquette contre un vaisseau Omegan.
Hélas, après une rencontre le 19 juin 1975, le scénario doit être changé, Nicholas Courtney ne pouvant revenir pour jouer son personnage, l'intrigue autour de l'agence EXIT doit être supprimée. Le scénario est tout de même commissionné et subit des changements pour y faire apparaître le personnage d'Harry Sullivan. La découverte de la main calcifiée devient le centre de l'histoire, les différentes factions des Omegans sont supprimés et les scénaristes font apparaître un nouveau personnage, le seigneur du temps Drax avec l'idée d'en faire un personnage récurrent. À l'automne 1975, Robert Holmes trouve l'épisode trop complexe et demande aux scénaristes de le changer en un épisode en 4 parties destiné à être diffusé à la 14e saison, tandis qu'il écrit un épisode destiné à être diffusé à la fin de la saison 13, « The Seeds of Doom. »
Entre-temps l'actrice Elisabeth Sladen fait part de son envie de partir de la série. En janvier 1976, le réalisateur Douglas Camfield décide de se lancer dans la scénarisation et écrit un scénario nommé “The Lost Legion” (La légion perdue) destiné à servir de dernier épisode au personnage de Sarah Jane. L'épisode devait voir une unité de la légion étrangère se retrouver au milieu d'un conflit entre les Skarkel et les Khoorians. À l'issue du conflit, Sarah devait y trouver la mort. Si le Hinchcliffe était enthousiaste sur ce projet, Holmes l'était moins et après la lecture du premier script le 9 février 1976, il décida que "The Hand of Fear" deviendrait l'épisode du départ. L'épisode avait entre-temps été changé pour y supprimer le rôle d'UNIT et de Draxx et ils acceptèrent de changer la quatrième partie pour y insérer le départ de Sarah Jane Smith. Après avoir eu l'avis d'Elisabeth Sladen, ils acceptèrent de ne pas tuer le personnage afin de ne pas traumatiser le jeune public et le passage final fut réécrit par Robert Holmes, Elisabeth Sladen et Tom Baker afin que cela colle à leur vision des personnages.
Quelques changements secondaires eurent lieu, les Omegans furent changés par les Kastriens afin de ne pas faire de confusion avec Omega, le méchant de « The Three Doctors. »

### Tournage
Le réalisateur engagé pour cet épisode fut Lennie Mayne qui avait réalisé l'épisode « The Monster of Peladon » deux ans auparavant. Il s'agit de son dernier tournage pour la série.
Le tournage débuta par des prises de vues extérieures dans le Gloucestershire, les 14 et 15 juin 1976 dans les carrières de Cromhall servant à la fois de carrière et de paysage pour la planète Kastria. Les scènes sur les routes furent tournées le 16 juin à Oldbury-on-Severn et les scènes dans la centrale nucléaire furent filmées à la Oldbury Power Station les 16 et 17 juin. Le départ de Sarah fut tourné le 18 à Thornbury.
Les tournages en studio eurent lieu du 5 au 7 juillet 1976 au studio 8 du Centre Televisuel de la BBC pour l'enregistrement de toutes les scènes de déroulant sur Terre.
La deuxième session de tournage eu lieu du 18 au 19 juillet pour les scènes se déroulant dans le TARDIS ainsi qu'à l'intérieur de Kastria.

## Diffusion et Réception
| Épisode                                                                                                | Date de diffusion | Durée | Téléspectateurs en millions | Archives            |
| --- | ----------------- | ----- | --------------------------- | ------------------- |
| Épisode 1                                                                                              | 2 octobre 1976    | 24:50 | 10,5                        | Bandes couleurs PAL |
| Épisode 2                                                                                              | 9 octobre 1976    | 24:48 | 10,2                        | Bandes couleurs PAL |
| Épisode 3                                                                                              | 16 octobre 1976   | 24:22 | 11,1                        | Bandes couleurs PAL |
| Épisode 4                                                                                              | 23 octobre 1976   | 25:00 | 12,0                        | Bandes couleurs PAL |
| Diffusé en quatre parties du 2 octobre au 23 octobre 1976, l'épisode fit un très bon score d'audience. |                   |       |                             |                     |

Si Sarah Jane Smith part de la série, on la retrouve néanmoins jusqu'en janvier 1977 dans le comic book de Doctor Who publié toutes les semaines dans le magazine "Mighty Tv Comic" avec John Canning aux dessins et Geoff Cowan au scénario.

### Critiques
En 1995 dans le livre "Doctor Who : The Discontinuity Guide", Paul Cornell, Martin Day, et Keith Topping estiment que cet épisode est "entraînant et bien joué" et apprécient particulièrement le jeu d'Elisabeth Sladen. Pourtant, ils trouvent que tout est trop "carré" à la fin de l'épisode avec Stephen Thorne donnant un jeu à la Brian Blessed et tombant comme par hasard sur l'écharpe du Docteur. Les auteurs de "Doctor Who : The Television Companion" (1998) quant à eux trouvent que le jeu de Judith Paris en Eldred est très bon, mais critique l'arrivée de Stephen Thorne dans le rôle, qu'ils trouvent trop proche d'Oméga dans l'épisode « The Three Doctors »
En 2010, Mark Braxton de Radio Times rend un avis assez positif sur le tournage sur place et sur la forme féminine d'Eldrad mais critique l'invention de Kastria et trouve que le dernier épisode reste une sorte de "préambule protégé" pour le départ de Sarah Jane. Pour le site DVD Talk, Stuart Galbraith donne à The Hand of Fear la note de 3 sur 5 et explique que tant que la version féminine d'Eldrad est en place, l'épisode est "en dehors de tout" mais que lorsque l'épisode arrive en bout de cours sur la fin, la quatrième partie est "un énorme désastre".
L'épisode fut rediffusé sur BBC Four les 9 et 10 mai 2011 en tant qu'hommage à Elisabeth Sladen morte un mois auparavant.

## Novélisation
L'épisode fut novélisé sous le titre Doctor Who and the Hand of Fear par Terrance Dicks et publié en janvier 1979. Il porte le numéro 30 de la collection Doctor Who des éditions Target Book.

## Éditions commerciales
L'épisode n'a jamais été édité en français, mais a connu plusieurs éditions au Royaume-Uni et dans les pays anglophones.
- L'épisode est sorti en VHS en février 1996.
- L'épisode eu droit à une sortie en DVD le 24 juillet 2006. La version DVD offre en bonus, les commentaires par Tom Baker, Elisabeth Sladen, Judith Paris, Bob Baker et Philip Hinchcliffe ainsi que des documentaires sur la création de l'épisode.